# The Bad Plus
The Bad Plus é um trio norte-americano de Jazz ou Jazz rock, composto pelo baixista Reid Anderson, o pianista Orrin Evans, e o baterista David King, todos da cidade de Mineápolis, no estado americano de Minnesota. Formado em 2001, o trio permaneceu constante até 2018, ano em que a saída do então pianista Ethan Iverson foi conchavada. O fato enleva um anúncio prévio, remetente ao ano anterior, que anuía uma futura condensação.

## História
Ethan Iverson, de Wisconsin, e Reid Anderson e David King, de Minnesota, tocaram inceptivamente juntos em 1989, efetivando The Bad Plus, entretanto, apenas em 2000. A banda gravou seu primeiro álbum, Fresh Sound, depois de três exibições. Uma performance ao vivo no Village Vanguard foi ouvida pela Columbia Records, através do representante Yves Beauvais. Foram admitidos para a gravadora em 2002.
O álbum de estréia da gravadora, These Are the Vistas, foi desferido em 2003, sendo sucedido por Give, em 2004, e Suspicious Activity?, no ano subsequente. Após cindir-se da então instituição, o grupo assinou com a Heads Up Records, divisão da Telarc. O incoativo álbum durante a passagem, Prog, foi lançado em 2007.
No início da primavera de 2008, finalizaram a gravação de seu material seguinte, For All I Care, que avulta o vocalista Wendy Lewis, o qual, ulteriormente, acedeu à distribuição no outono de 2008 na Europa e na primavera de 2009 nos EUA. Never Stop, conteúdo propínquo, foi liberado em setembro de 2010.
King, paralelamente, integra outros grupos hasteados em Minnesota, como Love-Cars; Halloween, Alaska; e Happy Apple. Não obstante, o baterista declarou que, atualmente, apenas franqueia três bandas, uma vez Halloween, Alaska concernindo a um conglomerado de estúdio.
O espectro do trio engaja elementos predominantes do avant-garde jazz moderno, com influências de rock e pop, vide trabalhos em versões de músicas do Nirvana, Aphex Twin, Blondie, Pink Floyd, Ornette Coleman, Pixies, Rush, Tears for Fears, Neil Young, David Bowie, Yes, Interpol e Black Sabbath. Blunt Object: Live in Tokyo inclui um cover de Queen, tangendo a We Are the Champions juntamente a My Funny Valentine. Suspicious Activity? adere a uma adaptação do tema de "Chariots of Fire", enquanto que uma conversão de "Karma Police", do Radiohead, apareceu na obra de 2006 Exit Music: Songs with Radio Heads. A banda anuiu que mudaria ligeiramente seu estilo a partir de For All I Care.
Os membros fizeram-se presentes como artistas em residência na Duke University, em 2010 e 2011. Em 24 de março de 2011, estrearam sua versão de "The Rite of Spring", de Igor Stravinsky, no Duck's Reynolds Theater.
Em 10 de abril de 2017, a banda divulgou uma declaração, enaltecendo que Ethan Iverson se separaria da si no final de tal ano, com o pianista Orrin Evans substituindo-o no piano a partir do ano posterior.

## Discografia

### Álbuns com Ethan Iverson
- The Bad Plus (Motel) (2001)

- These Are the Vistas (2003)

- Give (2004)

- Suspicious Activity? (2005)

- Prog (2007)

- For All I Care (2008, Europa; 2009, América do Norte)

- Never Stop (2010)

- Made Possible (2012)

- The Rite of Spring (2014)

- Inevitable Western (2014)

- The Bad Plus Joshua Redman (2015)

- It's Hard (2016)

### Álbuns de estúdio com Orrin Evans
- Never Stop II (2018)

- Activate Infinity (Edition) (2019)[6]

### Álbuns ao vivo
- Authorized Bootleg: New York 12/16/01 (2002)
- Blunt Object: Live in Tokyo (2005)

### Outras contribuições
- WFUV: City Folk Live VII (2004) – "And Here We Test Our Powers of Observation"
- Exit Music: Songs with Radio Heads (2006, Rapster/Barely Breaking Even Records) – "Karma Police"
- Everybody Wants to Be a Cat: Disney Jazz Volume 1 (2011) – "Gaston"